# La Fin d'un acteur
La Fin d'un acteur est une nouvelle d’Anton Tchekhov.

## Historique
La Fin d'un acteur est initialement publiée dans la revue russe Le Journal de Pétersbourg numéro 40, du 10 février 1886, signée A.Tchékhonté. Aussi traduit en français sous le titre La Mort d'un acteur

## Résumé
En se disputant avec l’imprésario Joukov pendant la représentation, l’acteur Chtiptsov a eu un malaise. Il rentre à son hôtel et s’alite.
Le lendemain, inquiet de ne pas le voir à la répétition, le comique Sigaïev vient le voir. Chtiptsov ne sait pas lui expliquer son mal, il lui dit juste qu’il veut rentrer chez lui. Sigaïev lui ouvre les yeux : il n’a plus de chez lui. Pour aider son ami, il lui achète de l’huile de ricin et un clou de girofle pour en faire passer le goût.
Le soir, c’est au tour du jeune premier Brama-Glinski de visiter le malade. Chtiptsov réitère son envie de retourner chez lui, à Viazma, pour y mourir. Ils se remémorent les bons moments, les cuites mémorables, sa force légendaire. Brama lui achète à crédit une bouteille de cognac.
Le lendemain matin, Joukov lui rend visite. Il vient surtout pour s’assurer que la dispute qu’il a eue avec Chtiptsov n’est pas la cause de sa maladie, puis il le quitte rapidement.
Enfin c’est au tour de Adabachev le tragédien et de Evlampi le coiffeur. Ils lui font boire encore de l’huile de ricin et insistent pour lui poser des ventouses.
Le lendemain, Sigaïev lui trouve une mine abominable. Chtiptsov commence à délirer, parle de Viazma, de sa vie sans femme ni enfants. Il meurt le soir même.

## Édition française
- La Fin d'un acteur, traduit par Madeleine Durand et Édouard Parayre, révision de Lily Dennis, Bibliothèque de la Pléiade, éditions Gallimard, 1967  (ISBN 978 2 07 0105 49 6).